# Paracles insipida
Paracles insipida là một loài bướm đêm thuộc phân họ Arctiinae, họ Erebidae.